# جيف بورنز
جيفري ريتشارد بورنز (من مواليد ١٨ -آب-١٩٨١) هو لاعب تنس أمريكي متقاعد مبتور الأطراف. إنه أول شخص في التاريخ الأمريكي يتنافس في بطولات التنس الدولية التكيفية. ساعد في زيادة نمو وتطور التأقلم في لعب التنس لذوي الاحتياجات الخاصة.
وُلِد بورنز في باركرسبورغ بولاية فيرجينيا الغربية عام ١٩٨١ بعيب خَلقي في ساقه اليمنى، والمعروفة باسم الظنبوب (بالإنجليزي:Hemimelia). ونتيجة لذلك، بُترت ساقه من تحت الركبة عندما كان في الثانية من عمره. نشأ في بيلبر، أوهايو. بترت ساقه مرة أخرى فوق الركبة بعد أن انتقلت عائلته إلى هيوستن بولاية تكساس عندما كان في التاسعة من عمره. بعد عام تم اكتشاف أنه مصاب بمتلازمة الحبل الشوكي المربوط. أصيب بالتهاب السحايا الجرثومي أثناء تعافيه من العملية. في عام 2015، بدأ بورنز برنامج تنس مبتوري الأطراف في مركز متروبوليتان متعدد الخدمات في هيوستن  [ وهو الأول من نوعه في الولايات المتحدة، حيث شارك مع اتحاد التنس الأمريكي في تكساس (بالإنجليزي:USTA). كان أول رياضي متكيّف في فئته تم تعيينه للعمل في لجنة اتحاد التنس الأمريكي في تكساس (بالإنجليزي:USTA) وكُلف بمساعدة الريادة وتنمية رياضة التنس لمبتوري الأطراف. في عام ٢٠١٦، ساعد في تنظيم أول بطولة دولية للتنس المتكيّف ستقام في الولايات المتحدة، بطولة TAP الأمريكية المفتوحة، حيث لعبت هيوستن، تكساس دور المضيف. فئة التنس للأفراد في الولايات المتحدة.   احتلّ جيف بورنز المرتبة الرابعة عالميًا وأعلى تصنيف أمريكي في تصنيف عام ٢٠١٩. 

## حاته المبكره
نشأ بورنز في باركرسبورغ، فيرجينيا الغربية عام ١٩٨١. نشأ في بيلبري، أوهايو. انتقلت عائلته إلى هيوستن، تكساس عندما كان طفلاً. هو أكبر ثلاثة أولاد. التحق بمدرسة كلير بروك الثانوية في فريندسوود، تكساس وتخرج في عام ٢٠٠٠. لعب في فرقة المسيرة وتنافس في فريق التنس في المدرسة الثانوية، ولعب ضد الطلاب الآخرين الأصحاء. نشأ جيف في عصر لم تكن فيه الرياضات التكيفية وهي تأقلم ذوي الحاجات الخاصة في ممارسة الرياضات المختلفة منتشرة على نطاق واسع ومعروفة جيدًا. بعد المدرسة الثانوية وقع عقدًا كرياضي مع (الأطراف الصناعية والتقويم المعلّق). قام كيفن كارول ببناء أول طرف اصطناعي للركض في عام ٢٠٠١. وهو خريج كلية سان جاسينتو. أثناء التحاقه بالكلية كان عضوًا في منظمة فاي بيتا لامدا . عمل في قطاع الضيافة كنادل ومدير مشارك في مطعم ترولوك وحصل على شهادة سقاية النبيذ من المستوى الأول. جيف بورنز هو أب لطفل واحد، ابن باركر ريتشارد بورنز، من مواليد ١٦-كانون أول-٢٠٠٤.

## مهنة إحترافة
عاد اكتشاف شغفه بالتنس بعد تعافيه من إصابة في النخاع الشوكي في عام ٢٠١٠.  بدأ منظمة غير ربحية لمبتوري الأطراف، جمعية هيوستن للمبتورين.  وجد برنامج تنس على الكراسي المتحركة متاحًا في مركز هوستونز متروبوليتان متعدد الخدمات. بدلاً من اللعب على كرسي متحرك، كان يلعب واقفًا أو متحركًا على طرفه الإصطناعي كما كان يكبر. عندما كان طالبًا في الفصل، بحث عن برامج تنس تكيفية لمبتوري الأطراف ممن يلعبون واقفة. لم يستطع العثور على أي شيء في أي مكان. في عام ٢٠١٤، بدأ بورنز برنامج تنس مبتوري الأطراف في مركز متروبوليتان متعدد الخدمات في هيوستن.  شارك مع اتحاد التنس الأمريكي في تكساس (بالإنجليزي:USTA) ومدينة هيوستن. في عام 2014 ، تم اختيار بورنز للعمل في لجنة التكيفية والكراسي المتحركة التابعة لاتحاد التنس الأمريكي في تكساس (بالإنجليزي:USTA) المكلفة بمساعدة الريادة وتنمية رياضة التنس لمبتوري الأطراف.  علم عن بطولة دولية للتنس التكيفية ستقام في ١١-١٣كانون أول-٢٠١٥ في سانتياغو، تشيلي بعد أن اتصل به مؤسس TAP Foundation و TAP WORLD Tour ، إنزو أمادي جيريز. انتهى بورنز في ربع النهائي من Masters Final TAP وبدأت المنافسة في TẠP World Tour. جولة TAP العالمية.جولة TAP العالمية هي دائرة تنافسية للاعبي التنس ذوي الإعاقات الجسدية الذين يلعبون التنس في وضع الوقوف بدلاً من الكراسي المتحركة.
في بطولة البرازيل المفتوحة التي أقيمت في أوبرلانديا، البرازيل ٣٠-٣١-تموز- ٢٠١٦ ، تم إقصاؤه من الدور الثاني. لعب بورنز دورًا أساسيًا في إحضار أول بطولة دولية للتنس المتكيف إلى الولايات المتحدة ، بطولة USA TAP المفتوحة حيث كان منظمًا ولاعبًا مع هيوستن بتكساس التي لعبت دور المضيف.   كانت بطولة الولايات المتحدة الأمريكية المفتوحة للتنس بمثابة نقطة انطلاق للترويج لنمو وتطوير طريقة جديدة للتنس للأفراد في الولايات المتحدة وعلى الصعيد الدولي.    جاء أفضل عرض دولي له في بطولة مالو المفتوحة، أكبر حدث داعم في أوروبا ، حيث كان في الدور نصف النهائي.  في عام ٢٠١٩، لعب في آخر بطولة تنس له في افتتاح بطولة كاست المفتوحة في جرينسبورو بولاية نورث كارولينا حيث وصل إلى النهائي.  اعتزل جيف بورنز من مسابقات التنس عام ٢٠١٩ وحصل على المركز الرابع عالميًا وأعلى تصنيف أمريكي في تصنيفه.  وهو سفير العلامة التجارية بابولات .
في مشروع (خارج المحكمة) ، يمتلك جيف بورنز فريق عمل وإنتاج ائتمانًا في الفيلم الوثائقي جنود القصدير.  الفيلم عبارة عن نظرة إلى عالم الرياضات التكيفية ، حيث يجد الرياضيون المصابون بالسنسنة المشقوقة أو الشلل الدماغي أو بتر الأطراف أو الشلل طرقًا جديدة للاستمتاع بالرياضات التي يحبونها. بورنز هو مدافع قوي عن الرياضة التكيفية والنشاط البدني للأفراد ذوي الإعاقة.

## العقود
بدأ بورنز مسيرته الرياضية التكيفية بعقد رياضي من الأطراف الصناعية والتقويم المعلق في السباحة وكعدّاء من ٢٠٠٠-٢٠٠٢. وقع عقدًا رياضيًا مع (دعامة وطرف حياة جديدان) في ٢٠١٦. أصبح بورنز رياضيًا معتمدًا من بابولات في عام ٢٠١٦ وسفيرًا للعلامة التجارية كعضو في فرقة هيت سكواد الافتتاحية التي تأسست عام ٢٠١٩.
وقع بورنز عقدًا رياضيًا مع (ابتكارات الحرية عام ٢٠١٦) كان أول لاعب تنس قائم على التكيف يتم التعاقد معه لتوجيه بوابة إلى عيادة التنس الذهبية للمعاقين في ليكشور في برمنغهام، ألاباما مع لاعبة التنس البارالمبية على كرسي متحرك كارين كورب. في عام ٢٠١٨ ، تم التعاقد معه ليكون مدربًا في معسكر (تنس المحارب الجريح) في سان دييغو، كاليفورنيا جنبًا إلى جنب مع مدرب التنس على الكراسي المتحركة للسيدات في الولايات المتحدة بول ووكر في نادي بالبوا للتنس.  مع البطل الأولمبي الخاص للتنس ديونت فوستر في لويزفيل، كنتاكي. 